# Fabio Vittorini
Fabio Vittorini (Ancona, 19 dicembre 1971) è un critico letterario italiano.

## Biografia
Nel 1995 si laurea in Lettere moderne presso l'Università di Bologna discutendo la tesi con Mario Lavagetto. Nel 1999 consegue il dottorato di ricerca in Teoria e Analisi del Testo presso l'Università di Bergamo.
Tra il 2002 e il 2017 è stato professore associato di Letterature comparate e Musica e immagine presso la Libera Università di Lingue e Comunicazione IULM di Milano. Dal 2018 è professore ordinario presso lo stesso ateneo, dove coordina la laurea magistrale in Televisione, cinema e new media e il Laboratorio Multimediale, oltre a essere membro del collegio del dottorato di ricerca in Visual and Media Studies. Per il biennio 2016-2018 è stato responsabile del progetto di ricerca “Nuove narrazioni mediali: musica, immagine, racconto” (Dipartimento di Comunicazione, arti e media).
È membro della giunta della Consulta nazionale di critica letteraria e letterature comparate.
È membro del direttivo dell'Associazione per gli Studi di Teoria e Storia comparata della Letteratura (COMPALIT).
È membro del comitato direttivo delle riviste di Letterature comparate: Poli-Femo, Symbolon e Comparatismi.
Dirige insieme a Daniela Cardini la collana Intermedia - Linguaggi, Arti e Media presso l'Editore Pàtron di Bologna.
È membro del comitato scientifico della collana Ricerche IULM Comunicazione, arti e media presso l'Editore Mimesis di Milano.
Collabora stabilmente con il quotidiano Il Manifesto.
È autore e conduttore di programmi culturali per la RAI.
È membro della redazione del webzine di cinema e altro duels.it (dalla rivista Duel).

## Interessi di ricerca

### Gender Studies
Nel libro Normal People. Gender e generazioni in transito tra letteratura e media (2022), insieme ad altri colleghi dell'Università IULM, ha mappato le relazioni complesse tra l'identità di genere e i generi letterari e mediali del panorama contemporaneo.
Nei due volumi Queer Bodies. Identità trans* nella letteratura e nei media. Da fine Ottocento agli anni Settanta e Queer Bodies. Identità trans* nella letteratura e nei media. Dagli anni Settanta a oggi, entrambi pubblicati nel 2024, ha ricostruito la storia dei concetti connessi di identità e transizione di genere nella letteratura e nei media da fine Ottocento a oggi, con una particolare attenzione al contesto culturale italiano.

### Melodramma
Nel libro Shakespeare e il melodramma romantico (2000) ha ricostruito l'ingresso del teatro di Shakespeare nella letteratura europea continentale attraverso le riscritture drammatiche francesi del Settecento e gli adattamenti melodrammatici italiani dell'Ottocento.
Nel libro La soglia dell'invisibile. Percorsi del Macbeth: Shakespeare, Verdi, Welles (2005) ha approfondito le questioni della traduzione intertestuale, intersemiotica, interculturale e intermediale concentrandosi sul caso di Macbeth (la tragedia di Shakespeare, l'opera di Giuseppe Verdi e il film di Orson Welles).
Nel libro Il sogno all'opera. Racconti onirici e testi melodrammatici  (2010) ha usato gli strumenti della psicoanalisi freudiana per dare forma a una teoria sulle relazioni strutturali tra linguaggio onirico e linguaggio melodrammatico.
Nel libro Melodramma. Un percorso intermediale tra teatro, romanzo, cinema e serie tv (2020) ha esplorato il modo melodrammatico come dispositivo di conoscenza estetica tipico della modernità, risalendo alle origini dell’immaginazione melodrammatica, mappandone le strutture profonde e ricostruendo le relazioni storiche tra il genere nel quale si è inizialmente cristallizzata (il mélodrame) e i generi coevi o successivi in cui si è diffusa, in particolare l’opera lirica romantica, il romanzo realista-naturalista, il melodrama cinematografico e televisivo statunitense, la psicoanalisi e il cinema d’autore europeo, il romanzo contemporaneo.

### Narratologia e Metamoderno
Nei libri Fabula e intreccio (1998) e Il testo narrativo (2005) ha esplorato le possibilità della narratologia classica per definire le strutture ricorrenti nei testi narrativi della tradizione moderna, modernista e postmoderna.
Nel libro Narrativa USA 1984-2014, romanzi, film, graphic novel, serie tv, videogame e altro (2015) ha ricostruito la storia della narrativa statunitense contemporanea.
Nel libro Raccontare oggi. Metamodernismo tra narratologia, ermeneutica e intermedialità (2017), estendendo la precedente esplorazione oltre i confini geo-storici della cultura statunitense, ha cercato di sviluppare una teoria della narrativa metamoderna.

### Italo Svevo
Nel 2004 ha pubblicato l'edizione filologica con commento de La coscienza di Zeno e delle sue Continuazioni in Tutte le opere di Italo Svevo per I Meridiani Mondadori.
Nel 2011 ha scritto Italo Svevo, monografia sull'autore.

## Programmi TV
- 2015: Spoon River Anthology (sulla raccolta di poesie di Edgar Lee Masters)[8].
- 2017: Dracula (sul romanzo di Bram Stoker)[9]
- 2018: Edgar Allan Poe - The Last Four Days (sulla vita e le opere dello scrittore)[10]
- 2022: The Creation of Frankenstein (sul romanzo di Mary Shelley)[11]